# Amoria simoneae
Amoria simoneae is een slakkensoort uit de familie van de Volutidae. De wetenschappelijke naam van de soort is voor het eerst geldig gepubliceerd in 2003 door Bail & Limpus.